# Santander (Cebu)
Santander (Bayan ng Santander) är en kommun i Filippinerna. Kommunen tillhör provinsen Cebu och ligger på ön med samma namn. Folkmängden uppgår till 13 842 invånare.
Santander är indelat i 10 barangayer.

## Bildgalleri

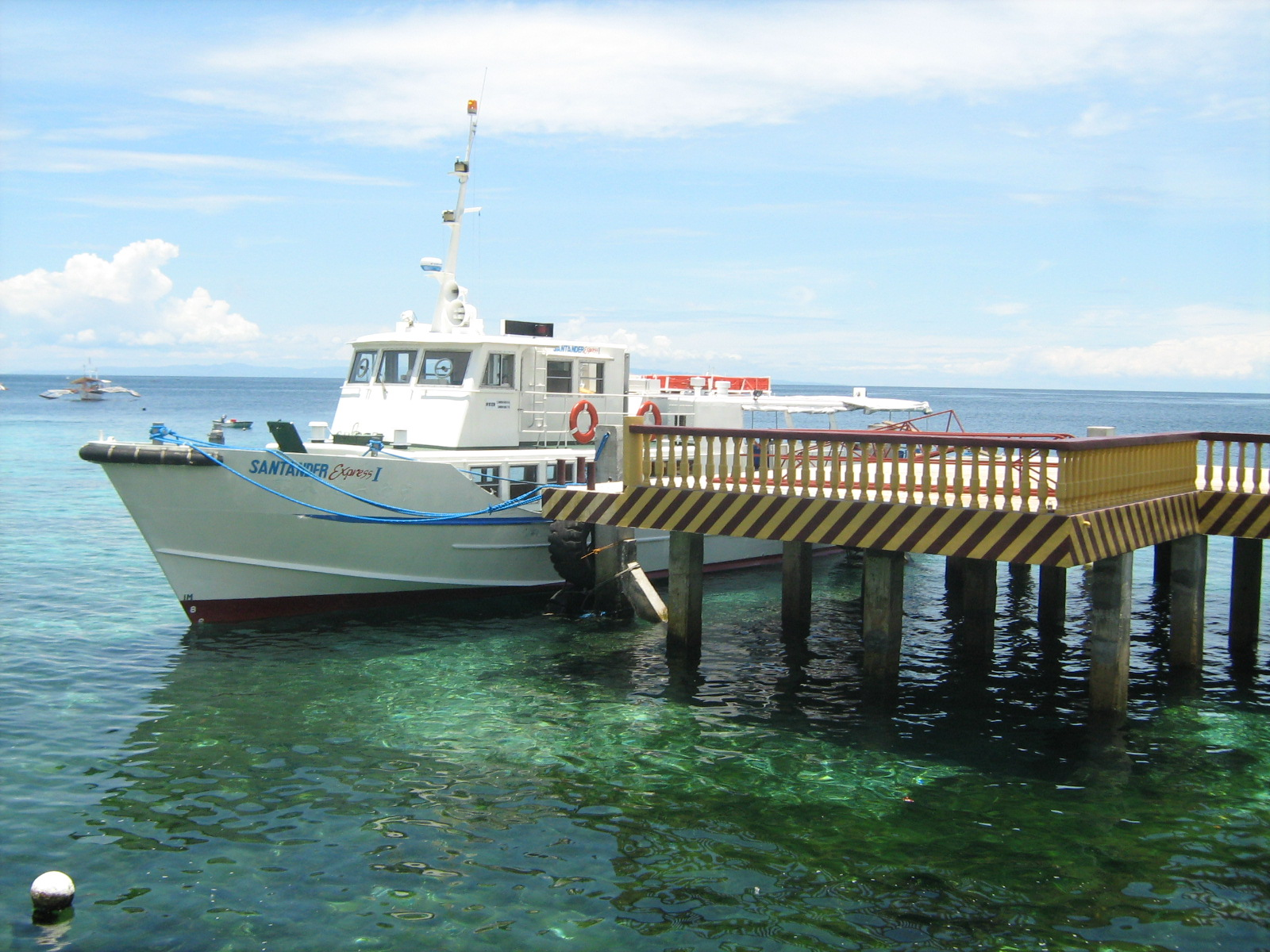
Hamnen i Santander.